# Wasserschloss Gebelkofen

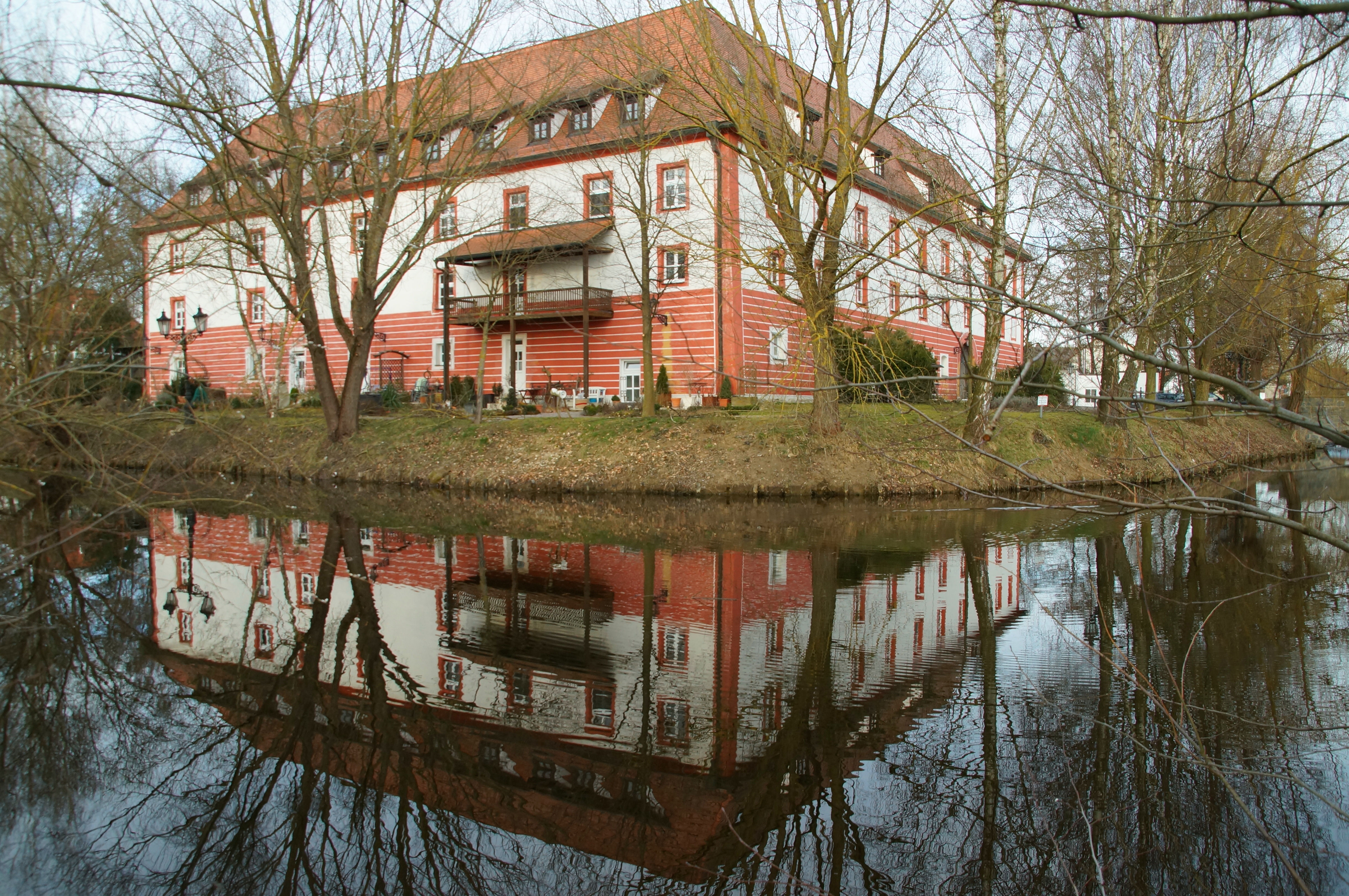
Wasserschloss Gebelkofen

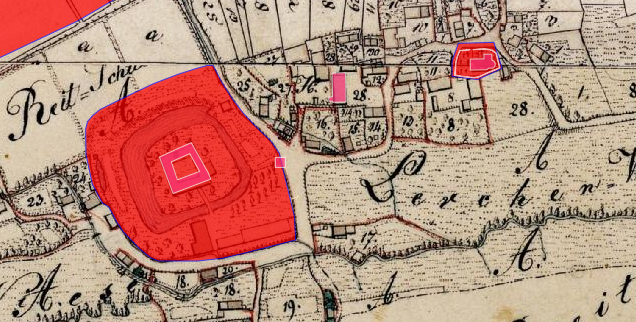
Lageplan von Wasserschloss Gebelkofen auf dem Urkataster von Bayern

Das Wasserschloss Gebelkofen ist ein denkmalgeschütztes Gebäude im Schloßweg 4 in Gebelkofen (Gemeinde Obertraubling) im bayerischen Landkreis Regensburg. Die Anlage ist unter der Aktennummer D-3-75-179-4 als Baudenkmal verzeichnet. „Archäologische Befunde im Bereich des frühneuzeitlichen Schlosses von Gebelkofen, zuvor mittelalterliche Burg“ werden zudem als Bodendenkmal unter der Aktennummer D-3-7038-0457 als „Turmhügel des hohen oder späten Mittelalters (‚Schloßberg‘)“ geführt.

## Geschichte
Das Wasserschloss wurde als Wasserburg von den Herren von Gebelkofen erbaut. Die Burg wurde 1200 erstmals erwähnt. Ende des 14. Jahrhunderts ging sie in den Besitz der Auer von Brennberg über. 1553 wurde es von Kaspar Lerchenfelder von Straubing käuflich erworben und befindet sich seither im Privatbesitz der Lerchenfelder. Im Dreißigjährigen Krieg wurde das Schloss beschädigt, im 17. Jahrhundert zerstört und 1750 neu aufgebaut. 1934 beschädigte ein Dachstuhlbrand das Schloss. In den 1990er Jahren wurde das Schloss tiefgreifend saniert und dient nun als Wohnhaus.

## Gebäude
Das Wasserschloss ist ein vierflügeliges Weiherhaus mit drei Geschossen, Walmdächern und rechteckigem Innenhof. Die im Kern mittelalterliche zweigeschossige Schlosskapelle St. Barbara im Erdgeschoss des Nordflügels stammt von 1750.
Die Einfahrt aus zwei Torpfeilern mit Satteldach stammt aus dem 18. Jahrhundert.